# Синан Ердем Дом
Синан Ердем Дом (тур. Sinan Erdem Spor Salonu) је вишенаменска дворана која се налази у Истанбулу (Турска). Дворана је у употреби од 2010. године. Назив је добила по Синану Ердему (1927—2003), некадашњем турском одбојкашу и председнику турског Олимпијског комитета.
Дворана има капацитет од 16.000 места (кошарка), а користи се за одржавање спортских догађаја, концерата и конгреса.
Ова дворана је била домаћи терен кошаркашких клубова Анадолу Ефес и Фенербахче.

## Значајнији догађаји
- Кошарка:
  - 2017: Европско првенство — завршна фаза